# Hořice (ort i Tjeckien, Vysočina)
Hořice är en ort i Tjeckien.   Den ligger i regionen Vysočina, i den centrala delen av landet, 80 km sydost om huvudstaden Prag. Hořice ligger 470 meter över havet och antalet invånare är 185.
Terrängen runt Hořice är platt åt sydväst, men åt nordost är den kuperad. Runt Hořice är det ganska tätbefolkat, med 90 invånare per kvadratkilometer. Närmaste större samhälle är Pelhřimov, 18,8 km söder om Hořice. I omgivningarna runt Hořice växer i huvudsak blandskog.